# Carlos Díez Gutiérrez
Carlos Díez Gutiérrez López Portillo (Ciudad del Maíz, San Luis Potosí; 23 de mayo de 1845 - San Luis Potosí, 18 de agosto de 1898) fue un militar y político mexicano. Fue gobernador de San Luis Potosí entre 1877 y 1880 y entre 1884 y 1898, diputado en el Congreso entre 1869 y 1871. Carlos Díez defendió y trajo emigrantes italianos y alemanes. También ayudó a traer a la ASARCO (American Smelting and Refinery Company, hoy Industrial Minera México).
El 30 de noviembre de 1871, tomó parte en el Plan de la Noria que desconocía la reelección del presidente Benito Juárez. Proclamado el Plan de Tuxtepec, recibió el cargo de general en San Luis Potosí.

## Primeros años
Fue hijo de Rafael Díez Gutiérrez Barragán y Agustina López Portillo. Estudió la preparatoria en Ciudad Maíz y posteriormente se trasladó a la capital potosina para continuar sus estudios y después a la Ciudad de México, en donde recibió el título de abogado en 1869.
Carlos se casó con su prima hermana Juana Díez Gutiérrez y Barajas. Con ella tuvo dos hijos: Carlos y María Díez Gutiérrez Díez Gutiérrez. Tuvo un segundo matrimonio con Mercedes Barajas, con la que tuvo tres hijos que fueron: Rafael, Mercedes y Carlos Díez Gutiérrez y Barajas.

## Periodo de Gobierno
Al organizar la administración estatal, logró que el Congreso abriera sus sesiones en marzo de 1877 y que convocara elecciones de inmediato, que lo llevarían a la gubernatura el 18 de abril de 1877. Ocupó el cargo hasta su muerte en 1898 pues solo durante el periodo entre 1880 y 1884 alternó el cargo con su hermano Pedro Díez Gutiérrez; en ese lapso, durante la presidencia de Manuel González Flores desempeñó el ministerio de Gobernación.

### Gestiones
A Carlos Díez Gutiérrez se debe la introducción en el estado del ferrocarril, cuya concesión se traspasó a la Compañía del Ferrocarril Central Mexicano; también se otorgó la concesión para construir una presa en Escalerillas que fue concluida en 1903.
De 1899 a 1902 se construyeron en San Luis Potosí la estación de ferrocarril, el Teatro de la Paz, la Penitenciaría, la Escuela Industrial Militar, el Edificio Ipiña, el Palacio de Cristal y varias casas notables, como la que ocupa el Museo Nacional de la Máscara, el Instituto de Cultura, el Archivo Histórico del Estado. En 1890, se introdujo la electricidad en la ciudad.

### Masonería
Fundó la Muy Respetable Gran Logia de Estado, Soberana e Independiente "El Potosí" con la anuencia del entonces Presidente de la República y al mismo tiempo, Presidente de la Gran Dieta, el general Porfirio Díaz y se le nombró Presidente de la Masonería Potosina el 7 de agosto de 1891.

## Muerte
Murió el 18 de agosto de 1898 en San Luis Potosí.